# Elsa Rantalainen

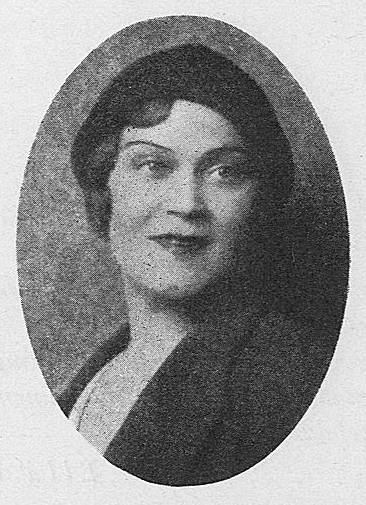
Elsa Rantalainen, bild från 1930-talet.

Elsa Emilia Rantalainen, född 30 juni 1901 i Tammerfors, död 6 januari 1988 i Helsingfors, var en finländsk skådespelare.
Rantalainen studerade framföringsteknik hos Dagmar Hagelberg-Raekallio och verkade som kvällsskådespelare vid teatern i Joensuu 1920–1922. Hon verkade vid Uleåborgs arbetarteater 1924–1926, Åbos arbetarteater 1926–1928, Helsingfors folkteater 1929–1941, Finlands folkteater (Finlands Nationalteater) 1941–1945 samt verkade vid teatern i Tammerfors 1945–1966.
Åren 1933–1951 medverkade Rantalainen i över trettio filmer och tilldelades Pro Finlandia-medaljen 1954. Hon var gift med skulptören Wäinö Aaltonen åren 1931–1941.